# 戸川貞雄

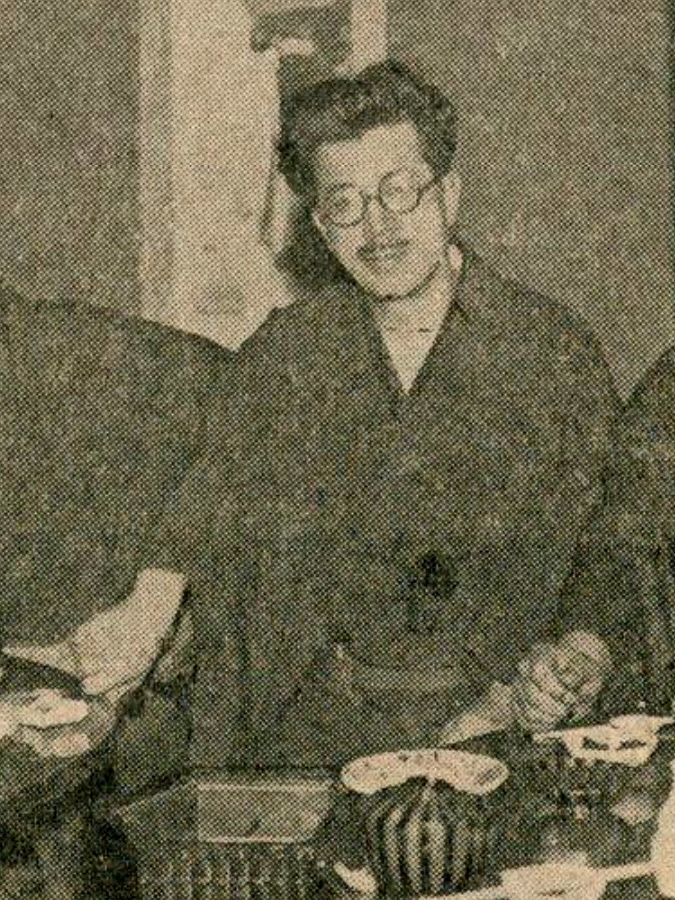
戸川貞雄（1938年）

戸川 貞雄（とがわ さだお、1894年（明治27年）12月25日 - 1974年（昭和49年）7月5日）は、日本の小説家、平塚市の第7・8代市長。

## 人物
東京は本郷の森川町生まれ。幼少から父の仕事により台湾へ移り、本土へ戻ってからも静岡や名古屋などへ移り続けた。  
静岡県立静岡中学校に学ぶ。早稲田大学文学部英文科在学中から執筆活動を行い、卒業後は東京社（現在のハースト婦人画報社）の編集者を経たのち退職し、1921年10月に『蠢く』で作家デビュー。翌年東京から平塚市に移住し、戦前から戦後にかけて作家として活動する。
1955年に河野謙三からの要請を受けて平塚市長選挙に出馬。所属していた作家クラブの小説家や芸能人の応援もあり、710票差の接戦を制し当選。当時としても文化人が自治体の首長となることは珍しく「文人市長」として時の人となった。市長としての実績は、戦災からの復興とそれに伴う財源捻出および財政の健全化、近隣自治体との合併による市勢拡大、歴史検証に基づく文化財保護（高山樗牛・村井弦斎に関する物証など）、七夕祭り（現在の湘南ひらつか七夕まつり）の市営化、湘南平の命名などがある。また1959年の再選直後、競輪事業の運営について「競輪悪妻論」（後述）という持論を展開し話題になった。

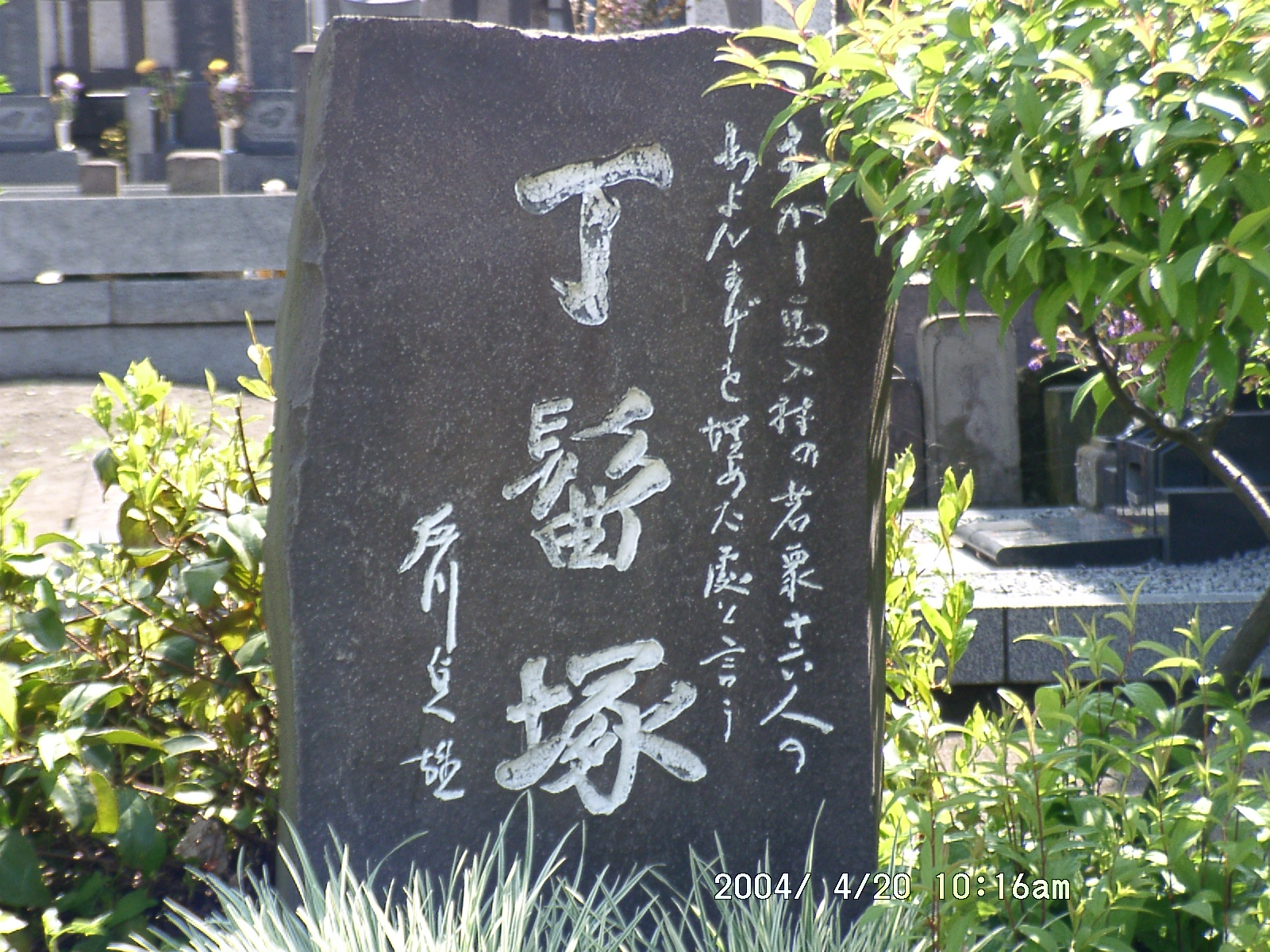
地元の史跡には戸川の自書を刻んた石碑が数多く残る。画像は丁髷塚の石碑

「政治とは政（まつりごと）であり、政はお祭りに通ずる」という持論から多方面な活動を行い『平塚のお祭り市長』として有名になったが、再選直後から「3選不出馬」を公言しており、1963年に2期8年間を務めた市長の座を退いている。引退後は郷土史の編纂にかかわるなどの悠々自適な生活を送っていたが、1974年の七夕祭り初日に高山樗牛と同じ平塚市内の杏雲堂病院において狭心症のため死去。79歳。

## 家族
実弟にイタリア文学者の岩崎純孝がいる。長男は戸川猪佐武、次男は菊村到。なお戸川の市長就任時は両人とも読売新聞社の記者であった。（猪佐武は政治部、菊村は社会部）妹も作家の戸川静子（1906年 - 1990年）。

## 作家活動
一時期は『読売新聞』紙上において連載を行っていたが、主に短編を手がけている。当初は純文学や通俗的な作品が多く、戦後からは当時の流行であった『捕物』中心に転向している。
作家団体において積極的な活動を行っており、東京作家クラブの初代会長を務めたほか、捕物作家クラブ（現在の日本作家クラブ）でも中心的に携わっていた。また戦前から戦時中にかけては積極的に翼賛活動へ加わり橋本欣五郎の元へ出入りしていたため、戦後は激しい非難を浴びることになり、1947年から4年間公職追放の処分を受け、事実上執筆活動が禁止されてしまった（匿名で作品の寄稿は続けていた）。だが、これらによって築き上げた「人脈」は、その後の政治活動において大いに生かされることになった。
なお市長就任後からは、ほとんど執筆活動を行っておらず、2006年現在著作の入手は難しい状況にある。

## 競輪悪妻論
市長への立候補時には公約の一つとして、市内に所在する平塚競輪場の廃止を掲げていたが、当選後は方針を転換して存続を図ったため、公約違反として非難されていた。
後に市長再選を果たした直後、相次ぐ不祥事により国会で競輪自体の廃止が議論されていたが、これとは別に大蔵省（当時）の戦災復興事業に関する予算が打ち切られることが決定したため、当初は同じ戦災復興を目的として開催されていた競輪までもが廃止されることになれば、平塚市の財政に決定的な悪影響を与えかねないとの判断に至り、競輪を「悪妻」、国を「仲人」に例えて
「悪妻とはいえ働き者であるのに、周囲だけでなく悪妻を引き合わせた仲人までもが離縁を勧めるというのは無責任であり、薄情ではないのか」
という、作家らしい比喩による論調で競輪の廃止反対を訴えて世間の注目を浴び、参考人として招致された国会の委員会でも持論を展開し、全国的に物議を醸すことになった。
これは財政的に競輪場を廃止できる余裕のある他の都市とは違い、当時の平塚市財政における総税収との比率で2割強にもあたる収益を計上する競輪の売上を鑑み、市長就任直後からの判断によるものだったが、廃止論者からの「当初の言を翻し社会悪を擁護するとは文人らしからぬ」との批判は大きかった。
しかし、その後競輪存続の判断が下されたため、平塚にも競輪場が残ることになったが、現在も全国の競輪場において首位を争う程の売上を誇っており、市の財政を担い続けている。
この「競輪悪妻論」は競輪だけでなく公営競技を主催している全ての自治体に大きな影響を与えており、売上の減少で公営競技自体が苦境に立たされている現在においても、議論の中で往年の逸話として引き合いに出される事がある。
現在、平塚競輪場においては年に一度「湘南ローズカップ戸川杯」が開催されているが、これは戸川の功績を称えたものである。

## 著書
- 『蠢く』新潮社(新進作家叢書)1924
- 『春画』現代短篇小説選集 4 文芸日本社 1925
- 『女性の復讐』平凡社 1929
- 『夜光珠』新潮社 1934
- 『女人祭』八紘社 1939
- 『勤王浪人笛』八紘社 1939
- 『青春散歌』博文館(小説選集)1940
- 『光に立つ』博文館(小説選集)1940
- 『愛の饗宴』博文館文庫 1940
- 『北極光』博文館文庫 1940
- 『橋本欣五郎』拓南社 1941
- 『国防文学論』育生社弘道閣 1942
- 『勤王浪人平野国臣』今日の問題社 1942
- 『武蔵坊弁慶』国民社 1944
- 『狐の証文』鎌倉書房 1948
- 『蓮華悲帖』鷺ノ宮書房 1948
- 『小伝次捕物ざんげ』春陽文庫 1951
- 『人妻真珠』春日書房 1954
- 『侠盗系図』同光社 1956
- 『娘天一坊』高山書院 1956
- 『神変美女峠』同光社 1957
- 『市長の椅子 作家市長奮戦記』講談社 1966

共編
- 『平塚と高山樗牛』加藤一太郎、高瀬慎吾共編 平塚市教育委員会ほか 1959